# Syndesmogenus voiensis
Syndesmogenus voiensis är en mångfotingart som först beskrevs av Ribaut 1907.  Syndesmogenus voiensis ingår i släktet Syndesmogenus och familjen Odontopygidae. Inga underarter finns listade i Catalogue of Life.